# Mai 1913

## Événements
- Moyen-Orient[1] : Abdelaziz Ibn Sa'ud s’empare de la région côtière du Hasa, sur le golfe Persique.

- 8 mai, France : réception du roi d'Espagne, Alphonse XIII, par Raymond Poincaré au château de Fontainebleau.

- 13 mai  :
  - premier vol d'un quadrimoteur géant construit par le russe Igor Sikorsky : le Ilia Mouromets (Le Grand);
  - le Suisse Oskar Bider survole les Alpes entre Berne et Sion.

- 25 mai : Manifestation pacifique de Pré-Saint-Gervais, évènement documenté par le tableau éponyme de Gaston Prunier conservé au Musée Jean-Jaurès de Castres[2].

- 29 mai : création du Sacre du printemps de Stravinsky.

- 30 mai :
  - Mexique : Emiliano Zapata réforme son plan de Ayala.
  - Traité de Londres mettant fin à la Première Guerre balkanique. La Turquie vaincue perd la plus grande partie de ses territoires européens. Grecs, Bulgares et Serbes doivent se partager la Macédoine. Dissensions immédiates entre les vainqueurs.
  - L'épreuve des 500 miles d'Indianapolis est pour la première fois remportée par un Français, Jules Goux sur une Peugeot.

## Naissances
- 1er mai : Max-Pol Fouchet, poète, écrivain, critique d'art et homme de télévision français († 22 août 1980).
- 4 mai : Agnelo Rossi, cardinal brésilien, doyen du collège cardinalice († 21 mai 1995).
- 7 mai : François Brousse, philosophe et poète français († 25 octobre 1995).
- 10 mai : Emile Wendling, résistant français batelier du Rhin († 27 septembre 1943).
- 18 mai : Charles Trenet, chanteur français († 19 février 2001).
- 26 mai : 
  - Al Teeter († 1er mai 1994), acteur et technicien du son américain
  - Alexandre Pawlisuak († 15 juillet 1990), cycliste français
  - Alfred Bertrand († 22 novembre 1986), homme politique belge
  - André Lalande († 19 octobre 1995), général français
  - Annemarie Ackermann († 18 février 1994), personnalité politique allemande
  - Erich Bautz († 17 novembre 1986), coureur cycliste
  - Hervarth Frass von Friedenfeldt († 20 septembre 1941), escrimeur tchécoslovaque
  - Josef Manger († 13 mars 1991), haltérophile allemand
  - Louis Clayeux († 22 juillet 2007), critique et marchand d'art français
  - Peter Cushing († 11 août 1994), acteur britannique
  - Pierre Daninos († 7 janvier 2005), écrivain et humoriste français

## Décès
- 28 mai : John Lubbock, préhistorien, naturaliste et homme politique britannique (° 1834).